# Duga Resa
Duga Resa er en by i distriktet Karlovac i Kroatien. Den ligger omkring 65 km sydvest for Zagreb og 100 km øst for Rijeka.
Den tidligste reference til Duga Resa er fra år 1380. Der er flere teorier om, hvordan den daværende landsby fik sit navn: den ene er, at "resa" er en henvisning til de lokale folkedragter; en anden er, at den er opkaldt efter en hjemmehørende plante, der vokser i området, både på land og i vandet.

## By og befolkning
Landsbyen voksede hurtigt til en by under industrialiseringen af området i slutningen af det 19. og begyndelsen af det 20. århundrede. I folketællingen 2021 var der 	10.212  indbyggere  i kommunen, heraf 5.380 i byen.
Populære aktiviteter omfatter fiskeri, rafting, jagt, sejlsport, svømning, volleyball, fodbold og cykling. De lokale kirker St. Antun i Duga Resa og St. Peters (Sveti Petar) går tilbage til det 14. århundrede.
Dens geografiske placering giver byen meget varme somre og meget kolde vintre.